# Руйчо
Руйчо е български хайдутин от XVIII век, действал в Пирин, родоначалник на рода Хаджиилиеви.

## Биография
Роден е в към 1745 година. Живее в Долна Сушица. Излиза хайдутин и пречи е на събирането на данъците. Според легендата веднъж бил заобиколен в района на Синанишкото езеро, но Руйчо застрелял двама турци и избягал като сърна, а турците викали след него „Ей, сина, вай синан, гяур синан“, откъдето дошло името на върха Синаница и на езерото. Синът на Руйчо Коста Руйчев (1769 - 1849) се преселва във Влахи. Неговият правнук Григор Хаджиилиев е революционер и дългогодишен кмет на Влахи.